# Gheorghe Boghiu
Gheorghe Boghiu, né le 26 octobre 1981, est un footballeur international moldave évoluant actuellement au poste d'attaquant au FC Zaria Bălți.

## Biographie
Gheorghe Boghiu joue 2 matchs en Coupe de l'UEFA et 8 matchs en Ligue Europa. Il inscrit 2 buts contre le club kazakh du FK Aktobe en 2012.

## Équipe nationale
Boghiu est international moldave depuis le 3 juin 2011 et un match contre la Suède. Le 14 juin 2015, il inscrit son premier but international contre le Liechtenstein. Il totalise six sélections et un but avec l'équipe de Moldavie.

## Palmarès
- Meilleur buteur de Divizia Naţională en 2011 avec 26 buts et en 2013 avec 16 buts.
- Vainqueur de la Supercoupe de Moldavie en 2012 avec le FC Milsami Orhei.
- Vainqueur de la Coupe de Moldavie en 2016 avec le FC Zaria Bălți.